# Kaviar
Kaviar es el nombre que recibe en Suecia y Noruega la pasta hecha de huevas de bacalao, sal, aceite, patata deshidratada y puré de tomates concentrado. A pesar de su nombre, no tiene nada que ver con el clásico caviar por ser un producto elaborado. 
Para la preparación de kaviar se dejan las huevas en salazón entre 3 y 4 meses, para concentrar ahuman antes de hacer la mezcla con el resto de los ingredientes.
La pasta resultante es bastante salada y de fuerte sabor, por lo que se suele fabricar en varios tipos, de suave a fuerte.
Se vende en tubos. Suele ser untado en un pan knäckebröd. Es muy popular entre los niños y jóvenes en Suecia.
Para diferenciarlo vocalmente del clásico caviar, que también se escribe kaviar en sueco, se acentúa la primera a. 
A las huevas de salmón o de lumpo (o ciclóptero) (Cyclopterus lumpus) se les llama en Suecia, "stenbitsrom" (donde stenbit o sjurygg es el nombre común para este pez en sueco). 
Es usado también como ingrediente en la preparación de algunos platos de pescado para realzar el sabor. 
Se estima que tiene su origen a mediados del siglo XIX cuando se popularizó el consumo de huevas de bacalao en salazón.